# Mistrzostwa Europy w Boksie 1969
XVIII Mistrzostwa Europy w Boksie (mężczyzn) odbyły się w dniach 30 maja – 8 czerwca 1969 w Bukareszcie. Po raz pierwszy rozegrano je w jedenastu kategoriach wagowych (doszła waga papierowa do 48 kg). Startowało 180 uczestników z 25 państw, w tym jedenastu reprezentantów Polski.

## Medaliści

### Waga papierowa
| Złoto             | Srebro               | Brąz                                         |
| ----------------- | -------------------- | -------------------------------------------- |
| György Gedó Węgry | Franco Udella Włochy | Roman Rożek Polska · José Escudero Hiszpania |

### Waga musza
| Złoto                    | Srebro               | Brąz                                       |
| ------------------------ | -------------------- | ------------------------------------------ |
| Constantin Ciucă Rumunia | Nikołaj Nowikow ZSRR | Artur Olech Polska · Filippo Grasso Włochy |

### Waga kogucia
| Złoto                    | Srebro                 | Brąz                                        |
| ------------------------ | ---------------------- | ------------------------------------------- |
| Aurel Dumitrescu Rumunia | Aldo Cosentino Francja | Mickey Piner Anglia · Mick Dowling Irlandia |

### Waga piórkowa
| Złoto              | Srebro             | Brąz                                              |
| ------------------ | ------------------ | ------------------------------------------------- |
| László Orbán Węgry | Seyfi Tatar Turcja | Iwan Michajłow Bułgaria · Allan Richardson Anglia |

### Waga lekka
| Złoto                   | Srebro                   | Brąz                                         |
| ----------------------- | ------------------------ | -------------------------------------------- |
| Calistrat Cuțov Rumunia | Stojan Piliczew Bułgaria | Ryszard Petek Polska · Siergiej Łomakin ZSRR |

### Waga lekkopółśrednia
| Złoto               | Srebro                  | Brąz                                                    |
| ------------------- | ----------------------- | ------------------------------------------------------- |
| Walerij Frołow ZSRR | Petyr Stojczew Bułgaria | Bogdan Jakubowski Polska · Giambattista Capretti Włochy |

### Waga półśrednia
| Złoto             | Srebro                   | Brąz                                             |
| ----------------- | ------------------------ | ------------------------------------------------ |
| Günther Meier RFN | Victor Zilberman Rumunia | Władimir Musalimow ZSRR · Iwan Kiriakow Bułgaria |

### Waga lekkośrednia
| Złoto                  | Srebro                 | Brąz                                   |
| ---------------------- | ---------------------- | -------------------------------------- |
| Walerij Triegubow ZSRR | Bruno Facchetti Włochy | Tom Imrie Szkocja · Ion Covaci Rumunia |

### Waga średnia
| Złoto                     | Srebro                 | Brąz                                                 |
| ------------------------- | ---------------------- | ---------------------------------------------------- |
| Władimir Tarasienkow ZSRR | Mate Parlov Jugosławia | Simeon Georgijew Bułgaria · Reima Virtanen Finlandia |

### Waga półciężka
| Złoto                | Srebro            | Brąz                                    |
| -------------------- | ----------------- | --------------------------------------- |
| Danas Pozniakas ZSRR | Ion Monea Rumunia | Ralf Jensen Dania · Jürgen Schlegel NRD |

### Waga ciężka
| Złoto             | Srebro                | Brąz                                       |
| ----------------- | --------------------- | ------------------------------------------ |
| Ion Alexe Rumunia | Kirił Pandow Bułgaria | Ludwik Denderys Polska · Peter Hussing RFN |

## Występy Polaków
- Roman Rożek (waga papierowa) wygrał w eliminacjach z Anatolijem Siemionowem (ZSRR), w ćwierćfinale z Aurelem Mihaiem (Rumunia), a w półfinale przegrał z Franco Udellą (Włochy) zdobywając brązowy medal
- Artur Olech (waga musza) wygrał w eliminacjach z Jamesem Gillighanem (Irlandia), w ćwierćfinale z Dimitarem Milewem (Bułgaria), a w półfinale przegrał z Constantinem Ciucą (Rumunia) zdobywając brązowy medal
- Ryszard Andruszkiewicz (waga kogucia) wygrał w eliminacjach z Jouko Lindberghem (Finlandia), a w ćwierćfinale przegrał z Aldo Cosentino (Francja)
- Jan Prochoń (waga piórkowa) przegrał pierwszą walkę w eliminacjach z Walerianem Sokołowem (ZSRR)
- Ryszard Petek (waga lekka) wygrał w eliminacjach z Howardem Hayesem (Anglia) i Karim Meronenem (Finlandia), w ćwierćfinale z Dieterem Dunkelem (NRD), a w półfinale przegrał ze Stojanem Piliczewem (Bułgaria) zdobywając brązowy medal
- Bogdan Jakubowski (waga lekkopółśrednia) wygrał w eliminacjach z Vladímirem Aksamitem (Czechosłowacja), w ćwierćfinale z Dimitriosem Zaharopoulosem (Czechosłowacja), a w półfinale przegrał z Petyrem Stojczewem (Bułgaria) zdobywając brązowy medal
- Zdzisław Filipiak (waga półśrednia) przegrał pierwszą walkę w eliminacjach z Manfredem Wolke (NRD)
- Stefan Skałka (waga lekkośrednia) wygrał w eliminacjach z Gunnarem Münchowem (RFN), a w ćwierćfinale przegrał z Bruno Facchettim (Włochy)
- Janusz Gortat (waga średnia) wygrał w eliminacjach z Nazifem Kuranem (Turcja), a w ćwierćfinale przegrał z Mate Parlovem (Jugosławia)
- Lucjan Kreps (waga półciężka) wygrał w eliminacjach z Walterem Facchinettim (Włochy), a w ćwierćfinale przegrał z Jürgenrm Schlegelem (NRD)
- Ludwik Denderys (waga ciężka) wygrał w eliminacjach z Clausem Schunckiem (Dania), w ćwierćfinale z Gulalim Ozbeyem (Turcja), a w półfinale przegrał z Kiriłem Pandowem (Bułgaria) zdobywając brązowy medal